# Cimetière Pasteur
Le cimetière Pasteur, couramment appelé ancien cimetière, est un cimetière se trouvant à Bagnolet. C'est l'un des deux cimetières de la commune, avec le cimetière Raspail.

## Situation et accès

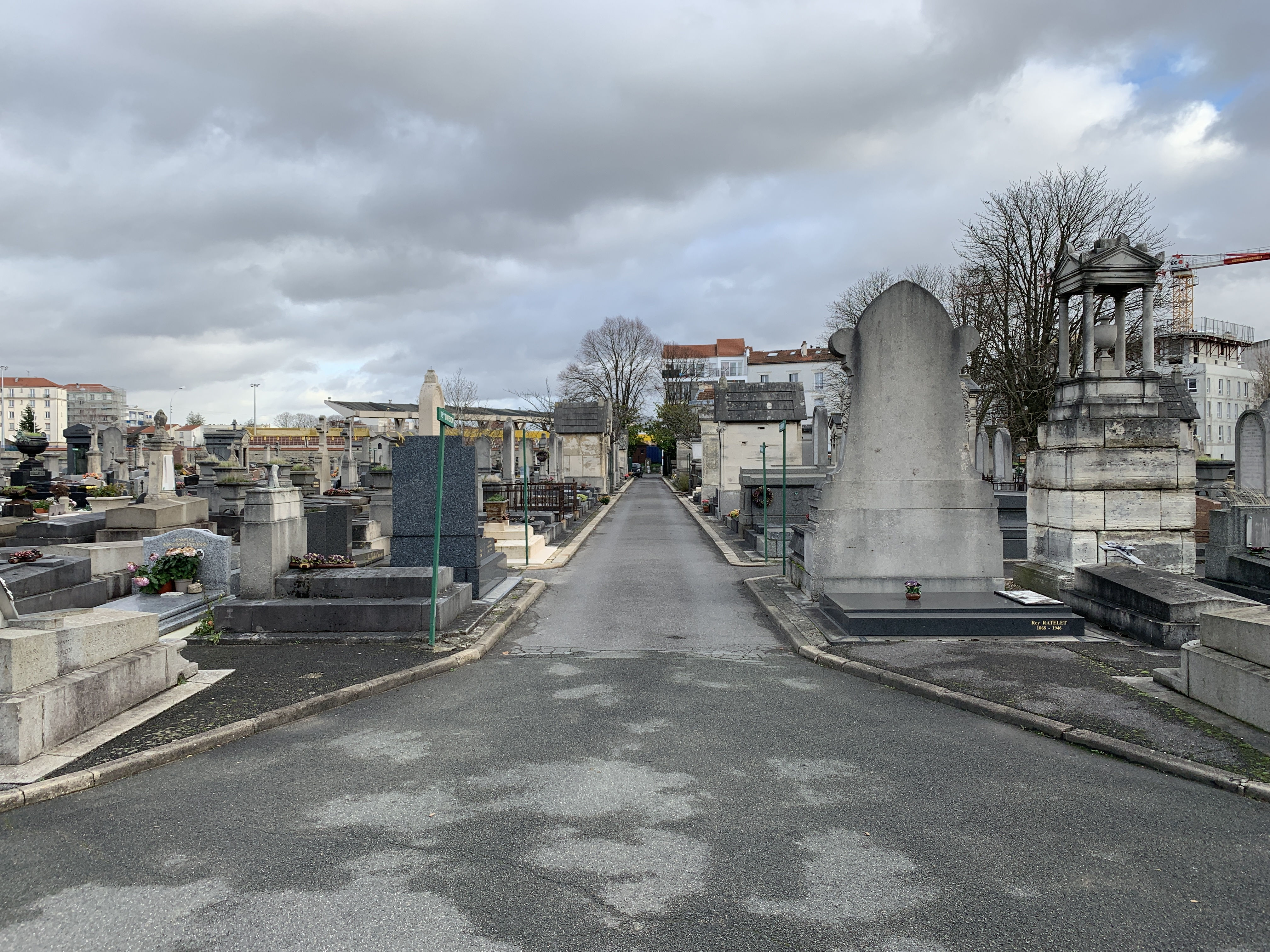
Allée principale du cimetière, 2019.

Il est accessible par l'avenue Pasteur ou la rue Sadi-Carnot. Par ailleurs, une entrée de service se trouve au nord, rue de Noisy-le-Sec.
Sa desserte la plus proche se fait par la station de métro Mairie des Lilas.

## Historique

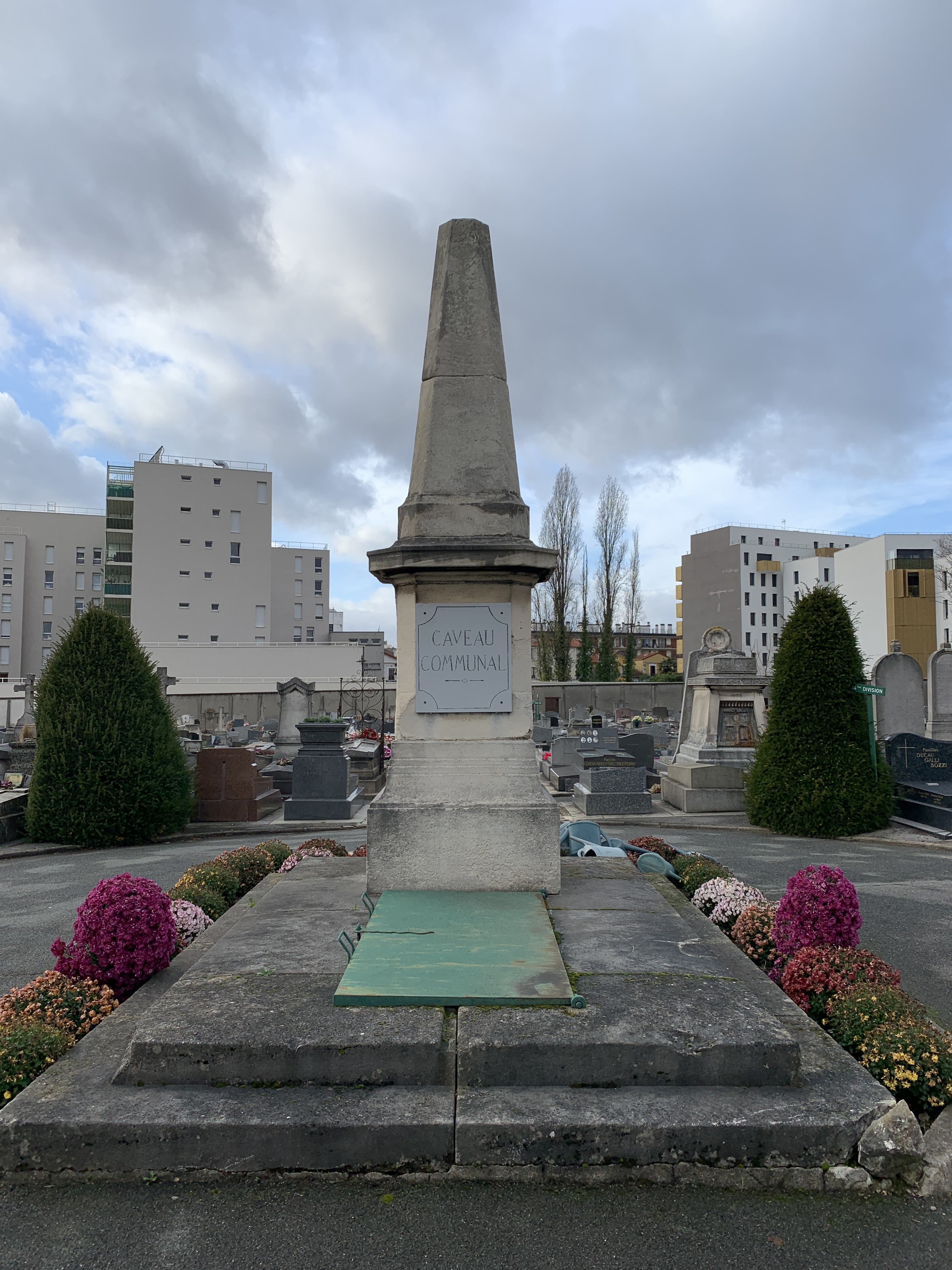
Le caveau communal.

Ce cimetière est le plus ancien de la ville. Les sépultures en sont modestes, et rares sont leurs ornements, car les premiers défunts qui vinrent reposer ici, faisaient essentiellement partie de la classe ouvrière, fort pauvre à l'époque.
C'est par un arrêté du sous-préfet de Saint-Denis portant la date du 27 septembre 1833, approuvé le 7 octobre suivant, que l'ancien cimetière, situé au sud-est du chevet de l'église Saint-Leu-Saint-Gilles, a été fermé et qu'on a interdit d'y faire de nouvelles inhumations.
Il a été agrandi en 1890, à la suite d'un décret du 27 février 1888 expropriant un terrain de 45 ares 57. Le pavillon du conservateur date de la même époque.

## Personnalités
- Gustave Belin (1877-1939), industriel dans l'agroalimentaire (division 17) ;
- Raoul Berton (1871-1920), premier maire socialiste de la ville[5]. Il a laissé son nom à une rue de la ville, la rue Raoul-Berton.
- Amélie Élie (1878-1933), qui a inspiré le film Casque d'Or.
- L'acteur et chanteur Fortugé (1887-1923).
- Odette Laure (1917-2004), actrice. (Division 14)
- L'acteur Marcel Maupi (1881-1949)[6].
- Le peintre Maurice Robert Miniot (1884-1945).
- Rosy Varte (1923-2012), actrice, et son mari Pierre Badel (1928-2013). (Division 4)